# جي. إتش. واليس
جي. إتش. واليس (بالإنجليزية: J. H. Wallis)‏ (1885، دوبوك في الولايات المتحدة - 1958، سكيرديل في الولايات المتحدة)؛ شاعر وروائي أمريكي. درس في جامعة ييل.

## روابط خارجية
- جي. إتش. واليس على موقع IMDb (الإنجليزية)
- جي. إتش. واليس على موقع قاعدة بيانات الفيلم (الإنجليزية)